# Melanopachycerina varipes
Melanopachycerina varipes är en tvåvingeart som beskrevs av Malloch 1927. Melanopachycerina varipes ingår i släktet Melanopachycerina och familjen lövflugor. Inga underarter finns listade i Catalogue of Life.